# Alain Hubert

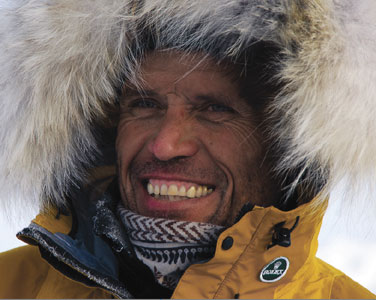
Alain Hubert

Alain Hubert (Brussel, 11 september 1953) is een Belgisch onderzoeker, ondernemer, berggids, Unicef-ambassadeur en voorzitter van de International Polar Foundation.
Hubert stichtte de International Polar Foundation, samen met klimatoloog André Berger en gletsjerdeskundige Hugo Decleir. Enkele malen probeerde hij in de jaren negentig de Mount Everest te beklimmen, waarvan de laatste vier keer zonder gebruik van zuurstofflessen. De maximale hoogte die hij daarbij bereikte was 8580 meter (1999), driehonderd meter onder de top.
In 1994 verkende hij voor het eerst het noordpoolgebied en werd alzo de eerste Belg die de noordpool bereikte. In 1997-1998 maakten Hubert en Dixie Dansercoer de langste oversteek van Antarctica. In 99 dagen legden ze, volledig autonoom en te voet, 3924 km af. In 2002 mislukte zijn poging na 66 dagen om de Noordelijke IJszee over te steken.
Van maart tot juni 2007 stapte Alain Hubert, opnieuw met Dixie Dansercoer, van Siberië naar Groenland. Onderweg voerden ze herhaaldelijk waarnemingen uit op het terrein en deden ze metingen van de ijsdikte.
Alain Hubert was met de door hem opgerichte International Polar Foundation de initiatiefnemer voor de oprichting van de wetenschappelijke Prinses Elisabethbasis op de Zuidpool. Vanaf 2007 tot 2015 was hij ook de eerste expeditieleider van de Prinses Elisabethbasis. In 2010 geeft de Stichting het station als donatie aan de Belgische Staat in het kader van een geprivilegieerd partnerschap met de 'sine qua non' dat het de exploitant zou zijn voor het onderhoud en de wetenschappelijke exploitatie. In 2015 besloot de Belgische ministerraad zijn samenwerking met hem op te schorten wegens wanbeheer, belangenconflicten en financiële onzekerheden.
In 2016 heeft de Raad van State de besluiten van de regering ongeldig verklaard. Kort daarna werd een nieuw akkoord tussen de Belgische Staat en Alain Hubert bekrachtigd, een akkoord waarbij de Internationale Polar Foundation opnieuw wordt opgericht als enige exploitant van het station voor minstens acht jaar en Alain Hubert als verantwoordelijke voor het beheer van de Antarctische missies in het Princess Elisabeth-station.

## Biografie
Alain Hubert komt uit een familie van bierbrouwers en studeerde in 1977 af als burgerlijk ingenieur aan de Université Catholique de Louvain (UCL). Als tiener ontdekte hij, naast een interesse in de kunsten (hij ging 10 jaar lang naar de Academie voor Muziek en Kunst), een passie voor het buitenleven en extreme sporten.
Professioneel richt hij een coöperatief bouwbedrijf op dat gespecialiseerd is in timmerwerk en houtbewerking (Cherbai) en richt hij zijn eigen bedrijf op in de Belgische Ardennen. Hij voegt aan deze activiteit sportactiviteiten toe in combinatie met wetenschappelijk onderzoek: o.a. expedities in de bergen van Europa, Zuid-Amerika en Azië, waaronder enkele eerste beklimmingen in het hooggebergte. Hij bereikt de drie polen: Noordpool (succes in 1994), Zuidpool (succes in 1998) en Everest (5 pogingen). Hij heeft talrijke poolexpedities voltooid, waaronder de overtocht van Siberië naar Groenland te voet en op ski's, en met zijn expeditiegenoot Dixie Dansercoer heeft hij met succes de langste skitocht van het Antarctische continent volbracht, onder andere met een nieuw soort zeil dat de voorkeur geeft aan het moderne kitesurfen.
Tijdens deze verkenningen van de twee polen is hij gevoelig voor het effect van de klimaatverandering, die vooral op de polen van belang is, en wordt hij voor deze zaak gemobiliseerd. Hij werkt samen met verschillende onderzoeksteams om wetenschappelijke gegevens te verzamelen tijdens deze expedities. Met dit in gedachten richtte hij in 2002 de International Polar Foundation (IPF) op, die tot doel heeft het groot publiek en de jeugd te informeren en te sensibiliseren over het belang van de poolwetenschap, voor het begrip van de klimaatverandering en ervoor te zorgen dat acties zo snel mogelijk worden ondernomen om een duurzamere samenleving op te bouwen. Hij is ook de auteur van verschillende boeken en publicaties die gewijd zijn aan exploratie met een ecologische oriëntatie.
Hij volgde de Belgische poolreizigers Adrien de Gerlache de Gomery en Gaston de Gerlache de Gomery op. Tijdens de winters van 2007-2008, 2008-2009 en 2009-2010 leidde hij vier maanden lang missies voor de bouw, financiering en ingebruikname van het nieuwe Princess Elisabeth-station op de Zuidpool, het eerste 'zero-emissie'-station op Antarctica. In tegenstelling tot de traditionele poolbasissen is het de eerste ecologische poolbasis. Vandaag is het verantwoordelijk voor het onderhoud ervan en voor wetenschappelijke expedities in het kader van een geprivilegieerd partnerschap tussen de Belgische Staat en de Internationale Poolstichting.

## Expedities

### Alpinisme
1983 : Eerste beklimming van de oostelijke heuvelrug van Ama Dablam (6 858 m), Nepal
1987: Poging tot solo-opstijging van de zuidwestelijke kant van Kanchenjunga (8.491 m), Nepal.
1989: Poging tot beklimming van het zuidoosten van Cho Oyu (8.201 m), Nepal.
1990 : Beklimming van het noordwesten van Cho Oyu (8 201 m), Tibet.
1991, 1992, 1993, 1994, 1996, 1999: Pogingen om Everest te beklimmen (8.846 m), Tibet, Nepal.
2001: Poging tot beklimming van Gasherbrum I (8.064 m) en Gasherbrum II (8.130 m), Pakistan
2003: Beklimming van Mustagh Ata (7.750 m), China - Xingjang
2004 : Beklimming van de Denali (6 187 m), Alaska
2004: Beklimming met één hand van de oostzijde van Mount Cook (3.754 m), Nieuw-Zeeland.

### Polaire expedities
1991: Baffin Island Polar Expedition, 600 km oversteek, Noordoost-Canada
1994: Eerste Belgische oversteek van Ellesmere Land naar de geografische noordpool (met Didier Goetghebuer) op ski's in autonomie, 76 dagen, 760 km afgelegd op de Noordelijke IJszee.
1997-1998: Wereldrecord voor het doorkruisen van het Antarctische continent te voet en op ski's door middel van windtractie (met Dixie Dansercoer), 99 dagen over een afstand van 3.924 km7
2000-2001: Eerste beklimming van de zuidelijke top van de Holtanna, Antarctica
2001-2015: Verschillende tochten naar de Noordpool als gids (De laatste graad, Noordelijke IJszee)
2002: Poging tot noordpooloversteek van de New Siberische eilanden naar Canada, 68 dagen.
2003: Beklimming van de berg Vinson 4.897 m, Antarctica
Van 2004 tot 2015: Beklimming van de Wideroefjellet 2.998 m, evenals een twaalftal andere toppen van Queen Maud Land, Antarctica.
2007: Arctische oversteek van Siberië naar Groenland te voet (met Dixie Dansercoer), 106 dagen, 1.800 km, Noordelijke IJszee8
Sinds 2007: Hoofd van de Belgische expedities naar Antarctica tijdens de zomercampagnes (BELARE)

### Eerbetoon en prijzen
2003: "Grootofficier van de Orde van de Kroon", België.
2003: "International Georges Lemaître Award" - voor diensten verleend aan Science, Institut Georges Lemaître, UCL.
2008: "Climate Change Award", Fondation Albert II de Monaco - voor zijn vooruitziendheid en inzet op het gebied van klimaatverandering, Monaco.
2009: "Doctor Honoris Causa", Universiteit van Hasselt, België.
2009: "Harvard Leadership Award" - voor het aanpakken van de klimaatveranderingsproblematiek met een innovatieve en wetenschappelijke aanpak, Harvard Club of Belgium.
2015: "Geographical Award", Royal Geographical Society - als erkenning voor de vele vorderingen die zijn gemaakt bij het bevorderen van het begrip van het polair wetenschappelijk onderzoek op Antarctica,UK.

### Publicaties
Witte Hel. Expeditie naar de Noordpool (met Didier Goetghebuer). Ed Labor, Brussel, 1994.
Chaos op de ijskap. De Arctische expeditie van 2002 (met Dixie Dansercoer). Van Hallewyck en Arbeid, Brussel, 2002.
Honderd dagen voor Antarctica. De grote oversteek (met Dixie Dansercoer). Van Hallewyck en Arbeid, Brussel, 1998.
In de tanden van de wind, de grote oversteek. Blutisham Book, Londen, 2001.
Le testament des glaces, Coffret multi DVD, Michel de wouters producties, Brussel, 2005.
Deux pôles, un rêve, Arthaud, Parijs, 2004.
La décision, entre passion et raison (met Jean Mossoux), De Boeck, Brussel, 2006.
L'appel des glaces, Mardaga, Brussel, 2007.

### Andere Projecten
Voorzitter en oprichter van de International Polar Foundation
Initiatiefnemer met de IPF van het project voor de bouw van het Princess Elisabeth Station, het eerste "Zero Emission" wetenschappelijk station en de nieuwe Belgische wetenschappelijke basis op Antarctica.
Alain Hubert, nationaal ambassadeur van UNICEF2 van 2000 tot 2014, is vandaag de dag 'Speciaal Adviseur' van Unicef.
Alain Hubert is sinds 1999 ambassadeur van Rolex.